# Fading
Fading – zanikanie słyszalności, którego mechanizm powstawania jest podobny do echa radiowego. Różnica polega na tym, że przesunięcie czasowe dwóch fal dochodzących do obserwatora jest zbliżone do połowy okresu fali. 
Dla obserwatora nieruchomego —w punktach w których obie fale (pierwotna i odbita) interferują w przeciwfazach, ich amplitudy wzajemnie się znoszą (punkt ciszy). W punktach w których obie fale interferują w fazach zgodnych, ich amplituda się podwaja (punkt maksymalnego wzmocnienia). W pozostałych punktach amplituda jest wypadkową obu amplitud składowych (punkt pomiędzy ciszą a maksymalnym wzmocnieniem). Jeżeli różnica w przesunięciu czasowym obu fal sama ulega ciągłym zmianom w czasie, to w dowolnym punkcie obserwacji amplituda wypadkowej zajmuje wszystkie możliwe wartości (od różnicy do sumy amplitud składowych)
Dla obserwatora poruszającego się —amplituda wypadkowej może zająć wszystkie możliwe wartości.